# Cicer acanthophyllum
Cicer acanthophyllum är en ärtväxtart som beskrevs av Antonina Georgievna Borissova. Cicer acanthophyllum ingår i släktet kikärter, och familjen ärtväxter. Inga underarter finns listade i Catalogue of Life.